# Edgard Rouyer
Edgard Rouyer (* 1893 in  Chiny; † 1945 im KZ Bergen-Belsen) war ein belgischer römisch-katholischer Geistlicher und Märtyrer.

## Leben
Edgard Rouyer wurde in Valansart (Chiny) bei Neufchâteau in den Ardennen geboren. 1919 wurde er in Namur zum Priester geweiht. 1943 kam er als Pfarrer nach Léglise, in 20 km Entfernung zu seinem Geburtsort.
Wegen Unterstützung des Widerstands gegen die nationalsozialistische Besetzung Belgiens wurde er am 23. Oktober 1943 verhaftet, kam im März 1944 in das KZ Herzogenbusch und am 8. September 1944 in das KZ Sachsenhausen. Im Februar 1945 wurde er in das KZ Bergen-Belsen verlegt und starb dort zu einem unbekannten Zeitpunkt im Alter von 51 Jahren.

## Gedenken
In Léglise erinnert seit 2010 eine Gedenktafel an ihn.